# La Seconde Surprise de l'amour
La Seconde Surprise de l’amour est une comédie en trois actes et en prose de Marivaux représentée pour la première fois le 31 décembre 1727 par les comédiens ordinaires du roi au théâtre de la rue des Fossés Saint-Germain.
La Seconde Surprise de l’amour présente une intrigue assez analogue à celle de la première Surprise de l’amour créée en 1722. Ici, c’est la marquise qui est au premier plan, et c’est sur l’évolution de ses sentiments que l’action se concentre. Réticences d’un amour qui s’ignore ou qui se combat lui-même, aveux retardés par la pudeur, paroles qui démentent les sentiments, tels sont les traits charmants de cette comédie.

## Personnages
- La Marquise, jeune veuve.
- Le Chevalier.
- Le Comte.
- Lisette, suivante de la Marquise.
- Lubin, valet du Chevalier.
- Hortensius, pédant[1].
- Jean Christophe, peintre.

## L’intrigue
La Marquise est une veuve qui, après avoir perdu son époux tendrement aimé juste un mois après l’avoir épousé, se dit inconsolable. Un pédant du nom d’Hortensius qu’elle a engagé pour lui lire Sénèque passe plus de temps à poursuivre Lisette, qui ne l’écoute guère, de ses plaisanteries pédantesques et raffinées. Un comte et un chevalier, tous deux amis du mari, auxquels elle ne peut refuser sa porte, viennent aussi quelquefois la voir. Lorsqu’on prétend que le comte, très empressé auprès de la marquise, l’épousera, elle s’indigne de cette supposition. Quant au chevalier, un amour malheureux au cœur, il est décidé à pleurer à jamais sa maîtresse Angélique partie s'enfermer au couvent parce que le père de celle-ci a refusé leur mariage. Lorsque Lisette engage le chevalier, pour faire diversion, à épouser la marquise, il refuse. Quand elle apprend ce refus, Ia marquise est indignée, en apparence contre Lisette, qui l’a compromise en offrant sa main et en réalité contre le chevalier, qui l’a refusée. Se jurant d’assujettir le rebelle, elle y parvient et l’amène à ses pieds. Mais, dans cette poursuite acharnée, elle a oublié de conserver son propre cœur. Si le chevalier est conquis, elle l’est également, et elle finira par l’épouser.

## Mises en scène notables
- 1949 : mise en scène de Jean-Louis Barrault, Théâtre Marigny, Paris.
- 1957 : mise en scène d'Hélène Perdrière, Comédie-Française, Paris[2].
- 1959 : mise en scène de Roger Planchon, Théâtre Montparnasse, Paris.
- 1983 : mise en scène de Jean-Pierre Miquel, Comédie-Française, Paris[3].
- 1991 : mise en scène de Daniel Mesguich, Théâtre de la Métaphore, Lille[4],[5].
- 2005 : mise en scène de Jean-Baptiste Sastre, Théâtre national de Chaillot, Paris[6].
- 2007 - 2008 : mise en scène par Luc Bondy, Théâtre des Amandiers[7], Théâtre des Bouffes-du-Nord, Théâtre des Célestins, Paris.
- 2018 : mise en scène par Thibaut Wenger, Théâtre des Martyrs, Bruxelles.
- 2021 : mise en scène par Alain Françon, Odéon-Théâtre de l’Europe (Ateliers Berthier), Paris[8],[9].

## Adaptations télévisées
- La Seconde Surprise de l'amour, téléfilm français réalisé par Claude Dagues en 1962, avec Anouk Ferjac et Michel Beaune[10].
- La Seconde Surprise de l'amour, téléfilm français réalisé par Vitold Krysinsky en 2009.